# Sky-Doll
 (septembre 2019).
Si vous disposez d'ouvrages ou d'articles de référence ou si vous connaissez des sites web de qualité traitant du thème abordé ici, merci de compléter l'article en donnant les références utiles à sa vérifiabilité et en les liant à la section « Notes et références ».
Sky-Doll est une série de bande dessinée italienne de science-fiction scénarisée/dessinée/colorisée par Alessandro Barbucci et  Barbara Canepa. Commencée en 2000, la série compte à l'heure actuelle quatre volumes et des hors-séries.
Située dans une dystopie religieuse corrompue, l'œuvre suit les pérégrinations d'une androïde, Noa, qui croise malgré elle les chemins de deux émissaires de l'Église en tentant d'échapper à sa condition d'esclave.

## Synopsis
Noa est une poupée qui doit être remontée toutes les trente-trois heures par une clé que détient son possesseur, ce qui fait de lui le maître de son existence. Mais Noa n'est pas comme les autres androïdes : elle est capable de rêver, et de se souvenir de ses songes. Alors que son maître, "Dieu", meurt dans d'étranges conditions, elle parvient à s'échapper en se cachant dans la soute d'un vaisseau spatial piloté par Roy et Jahu, deux envoyés de la grande Ludovique, papesse qui règne sur la planète Papathéa. Elle se retrouve alors embarquée avec eux dans leur mission périlleuse...

## Les personnages
- Noa
- Roy
- Jahu
- Ludovique : souveraine officielle de l'Église de Papathéa, adorée comme une déesse, c'est une jeune femme tyrannique et perturbée, transie d'amour pour le génie des miracles et obsédée par sa haine d'Agape. Elle aime son pouvoir et prétend recevoir directement ses ordres de la "ville blanche" (qui ne l'a en réalité jamais contactée), une entité mystérieuse qui est le véritable chef de l'Église. Elle a fait assassiner sa sœur Agape par jalousie, et envoie Roy et Jahu détruire la civilisation aquarienne afin d'étendre la zone d'influence de Papathéa. À la suite de complots terroristes fomentés par des fidèles d'Agape, son pouvoir politique et religieux s'affaiblit de jour en jour.
- Le génie des miracles : un génie de la technologie chargé d'organiser les "apparitions" et "miracles" de Ludovique, qui ne sont en fait que des artifices ; c'est aussi son amant (les évêques ferment les yeux sur cette relation). Ludovique s'enorgueillit de l'avoir volé à feue sa sœur Agape, mais le génie est en réalité toujours fidèle à son souvenir ; il occupe même une haute position hiérarchique parmi la cellule terroriste cherchant à venger Agape, et feint sa fidélité à Ludovique pour mieux organiser la révolution. Après la mort d'Agape, il conçoit Noa, une androïde hors du commun capable de rêver ; elle devait apparemment servir de substitut, dans son cœur et pour les masses, à Agape, ainsi que porter leur enfant. Après sa fuite, il n'a de cesse que de retrouver Noa à tout prix.
- Agape : Assassinée depuis longtemps par sa sœur Ludovique au début de la série, c'est un personnage mystérieux dont le rôle est progressivement dévoilé. Très jeunes, elle et sa sœur furent choisies par l'Église de Papathéa pour devenir Papesses (une expérience inédite, la Papesse étant à l'origine un titre unique), chacune représentant un aspect de la religion (le spirituel pour Agape). Elle connaissait très bien le culte des Aquariennes et Gaïa, au point d'avoir pu approcher le Poisson Sacré et de l'avoir mêlé à des expériences scientifiques étranges qui devaient conduire à la création d'un "enfant", et de Noa. Elle prévoyait d'ailleurs d'intégrer sur Papathéa divers éléments de la religion aquarienne. Décrite comme une "sainte" à l'époque de la série, Agape montre un visage moins sympathique dans les hors-série, se distrayant notamment en organisant le viol de ses disciples (elle est à l'époque impliquée dans une relation amoureuse avec le Génie des Miracles). Sa sœur Ludovique la tuera par jalousie, attentat cautionné par les évêques car la séparation des fidèles en deux camps pour deux Papesses menaçait la stabilité du culte. Elle apparaît régulièrement dans les hallucinations de Noa.

## Albums
1. La Ville jaune, 2000.
2. Aqua, 2002[2].
3. La Ville blanche, 2006.
4. Sudra, 2014 en noir et blanc, 2016 pour l'édition couleur)[1].

Hors-Série :
- Tome 0 : Doll's Factory (2002) :

Ce volume hors-série est une réunion de dessins préparatoires et de croquis. On y trouve aussi une courte histoire donnant plus de détails sur les origines de Noa et sa relation avec le Génie des Miracles.
- Sky Doll Spaceship Collection (2008) :

Ce volume comprend différentes historiettes dessinées par des auteurs divers. Toutes portent sur un moment particulier de l'Histoire de Noa après sa fuite des laboratoires de l'Église, souvenirs qu'elle a depuis oubliés.
- Sky Doll Lacrima Christi collection  (2009) :

Suivant le même format, cet opus rassemble des histoires réalisées par des dessinateurs différents, mais explore cette fois-ci le passé d'autres personnages.

## Publication

### Éditeurs
- Soleil Productions : Tomes 0 à 4 (en Français).
- Pavesio Editions Tomes 0 à 3 (en Italien)
- Marvel Comics : Tomes 0 à 3 (en Anglais).
- Carlsen Comics : Tomes 0 à 3 (en Allemand).

### Périodiques
Le tome 3 est paru dans BoDoï numéros 87 (juillet 2005) à 91 (décembre 2005).